# Kei Besar
Kei Besar (Kai Besar, lokal: Nuhu Yuut oder Nusteen) ist eine 550 km² große Insel der Kei-Inseln im Archipel der Molukken. Der nördliche Teil der Insel wird Tanjung Borang und der südliche Tanjung Wedua genannt.

## Geographie
Kei Besar ist die östlichste der Kei-Inseln. Westlich liegen jenseits der Nerongstraße die Hauptinseln des Archipels, Kei Kecil und Kei Dullah. Kei Besar gehört zum Regierungsbezirk (Kabupaten) Maluku Tenggara der Provinz Maluku. Zentrum und Nordwesten bilden den Distrikt (Kecamatan) Kei Besar mit Nuhuyanan und drei weiteren vorgelagerten Inseln: Wat, Nota und Karod. Hauptort ist Elat. Der Distrikt Kei Besar Utara Timur mit dem Hauptort Hollat liegt im Nordosten der Insel. Der Distrikt Kei Besar Selatan mit dem Hauptort Weduar liegt im Süden. Vorgelagerten Inseln sind hier Masular, Aran Laai, Aran Kot, Dufin und Nasu Lar.

## Einwohner
Die einheimische Bevölkerung besteht aus Melanesiern, die sich mit malaiischen Ethnien vermischt haben. Land gehört meistens der Dorfgemeinschaft und Ackerflächen demjenigen, der es bewirtschaftet. Die Einwohner von Kei Besar sprechen traditionell die austronesische Sprache Kei (Saumlaki, Veveu Evav). Die Bevölkerung ist mehrheitlich römisch-katholischen Glaubens, zum Teil auch muslimisch.
In den Dörfern von Banda-Eli (Wadan El) und Banda-Elat (Wadan Elat) im Westen und Nordosten von Kei Besar wird die alte bandanesische Sprache gesprochen. Einwanderer brachten die Sprache von den Banda-Inseln mit. Sie waren von den Niederländern im 17. Jahrhundert aus ihrer alten Heimat vertrieben worden. Dort ist die Sprache ausgestorben. Sie unterscheidet sich deutlich von den anderen Sprachen der Südlichen Molukken. Die Banda-Sprecher sind mehrheitlich muslimischen Glaubens.

## Geschichte
1900 begann die protestantische Indische Kerk von Ambon auf den Kei-Inseln zu missionieren. 1905 gründeten sie ihr Zentrum im Archipel in Elat.
Von März bis Juni 1999 kam es auf den Kei-Inseln zu Kämpfen zwischen Christen und Muslimen. Sie begannen zunächst in Tual, der Bezirkshauptstadt auf Kei Dullah und breiteten sich dann auf Elat aus. Ein Streit zwischen einem protestantischen und einem muslimischen Politiker führte vermutlich zum Angriff von Einwohnern aus dem christlichen Weduar Feer (Kei Besar Selatan) auf das muslimische Dorf Larat. Mehrere Nachbardörfer wurden in die Kämpfe mit hineingezogen, die sich dann entlang der Küste Kei Besars und dann weiter auf Kei Kecil ausbreiteten. Erst im Juni endeten die Unruhen. Insgesamt wurden auf den Kei-Inseln 200 Menschen getötet, 30.000 Menschen (ein Viertel der Gesamtbevölkerung der Kei-Inseln) waren auf der Flucht und 4.000 Gebäude wurden zerstört. In den Flüchtlingslagern forderten Malaria und andere Krankheiten weitere Opfer.